# Burke’s Peerage

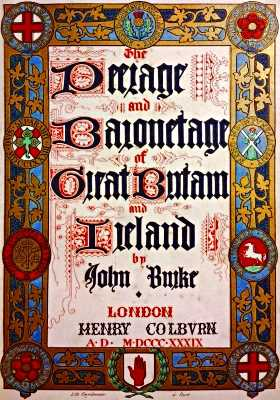
Burke’s Peerage, sechste Ausgabe von 1839

Burke’s Peerage, Baronetage & Knightage, kurz Burke’s Peerage genannt, ist das maßgebliche Adelslexikon in Bezug auf den Adel der britischen Inseln.

## Geschichte
Das genealogische Nachschlagewerk wurde 1826 von John Burke (1786–1848) begründet und zunächst von seinen Söhnen fortgeführt. In den Jahren 1840 bis 1917 sowie zwischen 1923 und 1940 wurden jährlich überarbeitete Neuauflagen herausgebracht, später erschienen sie nur noch sporadisch. Nach der 105. Ausgabe im Jahre 1970 entstand durch den Konkurs des Verlages Burke’s Peerage (Genealogical Books) Ltd eine fast 30-jährige Unterbrechung, bis im Jahre 1999 die 106. aktualisierte Auflage vom Verlag Morris Genealogical Books in Druck gegeben wurde. Die derzeit aktuelle 107. Auflage wurde ab 2004 vom Herausgeber Charles Mosley unter dem Verlagsnamen Burke’s Peerage & Gentry herausgebracht. Sie wurde vor allem in den Bereichen der Ritterschaft (Knightage), der führenden frühmittelalterlichen irischen und schottischen Familien sowie der schottischen Feudalbarone erweitert und umfasst nunmehr auch die Details von 120.000 lebenden Personen.

## Inhalt
Im Burke’s Peerage finden sich vor allem Einträge über historische und bestehende Adelsgeschlechter, Politiker, Künstler, Industrielle, Lehrer und Militärpersonen.
Burkes Originaltitel der Erstausgabe A General and Heraldic Dictionary of the Peerage and Baronetage of the United Kingdom for MDCCCXXVI, exhibiting under strict alphabetical arrangement the present state of those exalted ranks, with their armorial bearings, mottoes etc., and deducing the Lineage of each House from the founder of its Honours bezeichnet bereits die herausragenden Eigenschaften des Werks, die es unter den anderen damals kursierenden Adelsverzeichnissen hervorhoben. Burkes alphabetische Anordnung war gegenüber den Gepflogenheiten seiner Zeit, die Adelshäuser nach ihrem Rang oder nach ihrem Alter anzuordnen, fast als revolutionär zu bezeichnen. Andere Adelslexika führten Abteilungen für den Adel, der in England (Peerage of England), Schottland (Peerage of Scotland), Irland (Peerage of Ireland) oder in der Zeit nach der Gründung Großbritanniens (Peerage of Great Britain) bzw. des Vereinigten Königreichs (Peerage of the United Kingdom) kreiert worden war. Alle diese Verzeichnisse setzten gründliche Vorkenntnisse über den Aufbau und die Geschichte der britischen Monarchie voraus. Diesen gegenüber war Burke’s Peerage auch für den interessierten Laien als Nachschlagewerk geeignet.
Zu Burke’s Peerage gesellte sich 1833, gegründet von John Burke Sohn, Sir Bernard Burke, Burke’s Landed Gentry, ein genealogisches Verzeichnis der britischen Grundbesitzer und Landedelleute. Nach Jahren der getrennten Publikation in verschiedenen Verlagshäusern wurden ab dem Jahr 1999 die Rechte an den beiden Verzeichnissen wieder in einem Haus vereinigt und werden seit 2001 vom Verlag Burke’s Peerage and Gentry (Herausgeber Charles Mosley) betreut.
Im angelsächsischen Bereich ist Burke’s Peerage so bedeutsam wie in Kontinentaleuropa der Gothaer Adelsalmanach.
Burke’s Peerage & Baronetage ist nicht zu verwechseln mit dem „Burke’s Peerage World Book of Surnames“, das einer anderen Firma gehört und ein umstrittenes Werk herausgegeben hat, in dem behauptet wird, die Verwandtschaftsverhältnisse jedes gebräuchlichen Nachnamens in den USA, Großbritannien, Irland und Schottland zu offenbaren und das über Telemarketing weite Verbreitung in den USA fand. Seit den Terroranschlägen am 11. September 2001 wird das Burke’s Peerage World Book of Surnames immer wieder von Verschwörungstheoretikern herangezogen, die aus ihm Verwandtschaftsverhältnisse zum Beispiel der Bush-Familie mit bestimmten europäischen Königshäusern nachzuweisen versuchen. Das Original Burke’s Peerage Team hat sich von diesen Behauptungen mehrmals deutlich distanziert.

## Erwähnung in der Literatur
In der Originalausgabe der Scheibenwelt-Romane des Fantasyautors Terry Pratchett existiert ein vergleichbares Werk namens Twurp’s Peerage. Dabei handelt es sich um eine humoristische Verschmelzung von Burke’s (was sich auf Twurp’s reimt) und dem englischen begriff Twerp, einer Beleidigung, die sich mit „nervige Person“ oder auch „Flasche“, „Heini“ oder Ähnlichem übersetzen lässt. Dies bezieht sich auf das als hochnäsig und elitär empfundene Verhalten vieler Adeliger der vergangenen Jahrhunderte.